# Parasyte: The Grey
Parasyte: The Grey (în coreeană 기생수: 더 그레이) este un serial de televiziune de groază științifico-fantastic din 2024, regizat și co-scris de Yeon Sang-ho. Este un spin-off live-action al seriei manga Parasyte a artistului japonez Hitoshi Iwaaki și descrie o confruntare cu creaturi parazite extraterestre neidentificate care trăiesc în oameni și au dorința de a se hrăni și ucide oameni. Interpretează Jeon So-nee (ca tânăra Jeong Su-in / Heidi), Koo Kyo-hwan (ca Seol Kang-woo) și Lee Jung-hyun (ca Choi Jun-kyung). A fost lansat pe Netflix pe 5 aprilie 2024 și a primit recenzii în general pozitive.
Un grup de creaturi parazite misterioase cad din spațiul cosmic și încep să folosească oamenii ca gazde, ucigându-i și transformându-le în creaturi unice care își pot schimba capetele în orice (mai ales tentacule folosite ca arme).